# Juhan Jaik
Juhan Jaik (13 de janeiro de 1899 - 10 de dezembro de 1948) foi um escritor e jornalista estoniano.
Jaik nasceu em Sänna Manor, Rõuge, condado de Võru, na Estônia. Ele participou na Guerra da Independência da Estónia. Nas décadas de 1920 e 1930 viveu em Tallinn, onde trabalhou como jornalista e escriturário. De 1936 a 1940 foi consultor do Ministério da Educação. Durante a Segunda Guerra Mundial, viu-se na necessidade de fugir para a Suécia. Viria a morrer em Stora Malm, município de Katrineholm, em 1948. Em 1990 as suas cinzas foram devolvidas à Estônia e enterradas no cemitério de Rahumäe, no distrito de Nõmme, em Tallinn.

## Trabalhos selecionados
- Coleção de poesia de 1924 "Rõuge kiriku kell"
- 1924-1933: história "Võrumaa jutud I-II"
- 1999 (postumamente): "Tiroliaana"